# 吉田哲
吉田 哲（よしだ てつ、1968年 - ）は、大阪府出身の日本の建築計画・まちづくり専門家。一級建築士。大阪工業大学工学部建築学科教授。工学博士（京都大学）。日本建築学会論文査読委員・元代議員。日本都市計画学会都市計画論文集査読者。元日本学術振興会特別研究員 (DC1)。尼崎市住宅政策審議会2019-2021副会長。京都まちづくり交通研究所元技術相談役。
専門は、建築計画、都市計画・まちづくり。

## 略歴
1987年大阪府立北野高等学校卒業。1992年京都大学工学部建築学科卒業。1994年同大学院工学研究科建築学専攻修士課程修了。1997年同大学院博士後期課程研究指導認定退学。同大学助手を経て、2001年工学博士（京都大学）。2004年同大学助教授。2007年同大学准教授、同大学大学院工学研究科准教授を経て、2022年大阪工業大学工学部建築学科に着任、同学科教授。

## 主な受賞
- 日本建築学会奨励賞(2004)
- 日本学術振興会 科学研究費審査員表彰 (2013)
- 日本都市計画学会関西支部第24回関西まちづくり賞・奨励賞 (2022)[2]
- 国土交通省第15回バリアフリー化推進功労者大臣表彰(2022)
- 経済産業省近畿経済産業局 近畿のイケテル商店街33選選定(2016)
- 京都市令和2年度京都景観賞景観づくり活動部門・市長賞[3]
- 京都市市民憲章推進者表彰 (2020)
- 伏見区誕生90周年記念表彰

## 主な著書
- 小さな空間から都市をプランニングする（分担執筆､学芸出版2019、学術書）[4]
- 建築MAP京都 - ギャラリー・間編（分担執筆､ TOTO出版1998、単行本）[5]
- 建築MAP京都mini - ギャラリー・間編（分担執筆､ TOTO出版2004、単行本）
- Toward Sustainable Urban Infrastructure in East Asia : Urban Environment 4（分担執筆､京都大学学術出版会2014、学術書）
- 京都大学建築学100年の歩み（分担執筆、京都大学学術出版会2021、学術書）[6]

## 主な研究
- 積層集住空間の建築計画手法に関する研究
- 高齢者による居住地小学校区外でのまちづくり活動について
- 小学校における余裕教室の地域利用に対する学校長の許容度 - 余裕教室利用の進む京都市の事例
- 対面する住戸群の窓から受ける視覚的印象とプライバシーの意識の関係の研究
- 中心市街地における歩行休憩用のベンチの高齢者による感性評価
- ワークプレースにおけるパーティションウォール設置によるワーカーの滞在・会話行為の研究 - UWBセンサーネットワークを用いた調査

## 主な自治体アドバイザー
- 尼崎市住環境整備審議会委員 (2012-2022)
- 尼崎市都市計画審議会住宅政策分科会委員
- 尼崎地域･産業活性化機構､産業遺産の観光資源としての活用研究会2003委員
- 京都市伏見区藤森学区・藤城学区自治連合会とまり木休憩所実行委員会委員(2019-2022)
- 京都商店連盟中京東支部・京都市中心市街地商店街活性化会議2006委員

建築計画・まちづくり学の対外啓蒙活動として、「都市環境デザインフォーラム関西2022〜開かれる民有地」でのスピーカ（テーマ：ベンチを置いて“わたし”を開く）、京都市伏見区深草･藤森･藤城学区における｢とまり木休憩所･おでかけベンチ｣の設置活動や、京都SKYシニア大学体験・地域活動コース2021（テーマ：歩いて暮らせるまちのつくり方）、深草小学校総合学習2019（テーマ：地域での自立継続居住のためのベンチ）などの講師も務めている。